# David el Gnomo
David el Gnomo és una sèrie de dibuixos animats, estrenada el 26 d'octubre de 1985, de la productora catalana BRB Internacional. La sèrie està basada en el llibre La crida dels gnoms, escrit per Wil Huygen i amb il·lustracions de Rien Poortvliet, i narrava les aventures de David, un gnom que és metge i viu al bosc amb la seva esposa Lisa, on ajuden els seus habitants a viure en pau i protegir-se dels trols. Comptava amb les veus de Teófilo Martínez (narrador), José María Cordero (David) i Matilde Conesa Valls (Lisa).
La sèrie estava pensada per a un públic infantil, com prova el to didàctic de cada capítol, on David escriu fragments del seu diari per explicar com viuen els gnoms i ensenya als nens que s'ha de viure respectant tothom, fins i tot els enemics. El missatge ecologista augmenta el valor educatiu de la producció de Claudi Biern Boyd. S'hi inclouen referències a contes de fades i històries pròpies del folklore germànic.
El seu èxit la va portar a televisions de diferents països, entre les quals destaca la dels EUA, el Països Baixos, Austràlia i gran part d'Amèrica Llatina. Tot i que pensada per a una sola temporada de 26 episodis de mitja hora cadascun, BRB en va fer dues més, amb un total de 78 episodis. La banda sonora, que descriu els costums dels gnoms i que inclou una referència a la força d'aquests éssers (set vegades la d'un humà), ha passat a formar part de la cultura popular, amb versions paròdiques i remescles. El merxandatge associat a la sèrie, la seqüela La crida dels gnoms (1987), tres pel·lícules basades en els gnoms (La gran aventura de los gnomos, de 1990; Los gnomos en la nieve, de 1999; i Las fantásticas aventuras de los gnomos, de 2000) i una versió musical són altres proves del seu èxit. L'any 2006 Biern va comentar la seva intenció de tornar a dur David el Gnomo al cinema.